# نورتون کامندر
نورتون کمندر (به انگلیسی: Norton Commander) (غالباً به NC به دلیل نام فایل NC.exe توسط کاربران DOS کوتاه می‌شد) مدیر پروندهٔ اولیه‌ای بود که توسط John Socha نوشته‌شده بود و توسط Peter Norton Computing منتشر شد (بعدها در سال ۱۹۹۰ توسط شرکت سیمنتک گرفته شد). ان‌سی مدیر پرونده‌هایی است که رابط کاربری متنی بر روی داس فراهم می‌کند. ان‌سی به طور رسمی بین سال‌های ۱۹۸۶ تا ۱۹۹۸ تولید شد. آخرین نسخهٔ نورتون کامندر ۵.۵۱ در ۱ ژوئیه ۱۹۹۸ منتشر شد.